# Aerenomera boliviensis
Aerenomera boliviensis là một loài bọ cánh cứng trong họ Cerambycidae.